# Ernesto de Melo Antunes
Ernesto Augusto de Melo Antunes, GCL (Lisboa, 2 de octubre de 1933-Sintra, 10 de agosto de 1999) fue un militar y político portugués que desempeñó un papel clave en la Revolución de los claveles, ministro de Negocios Extranjeros en dos ocasiones.

## Biografía

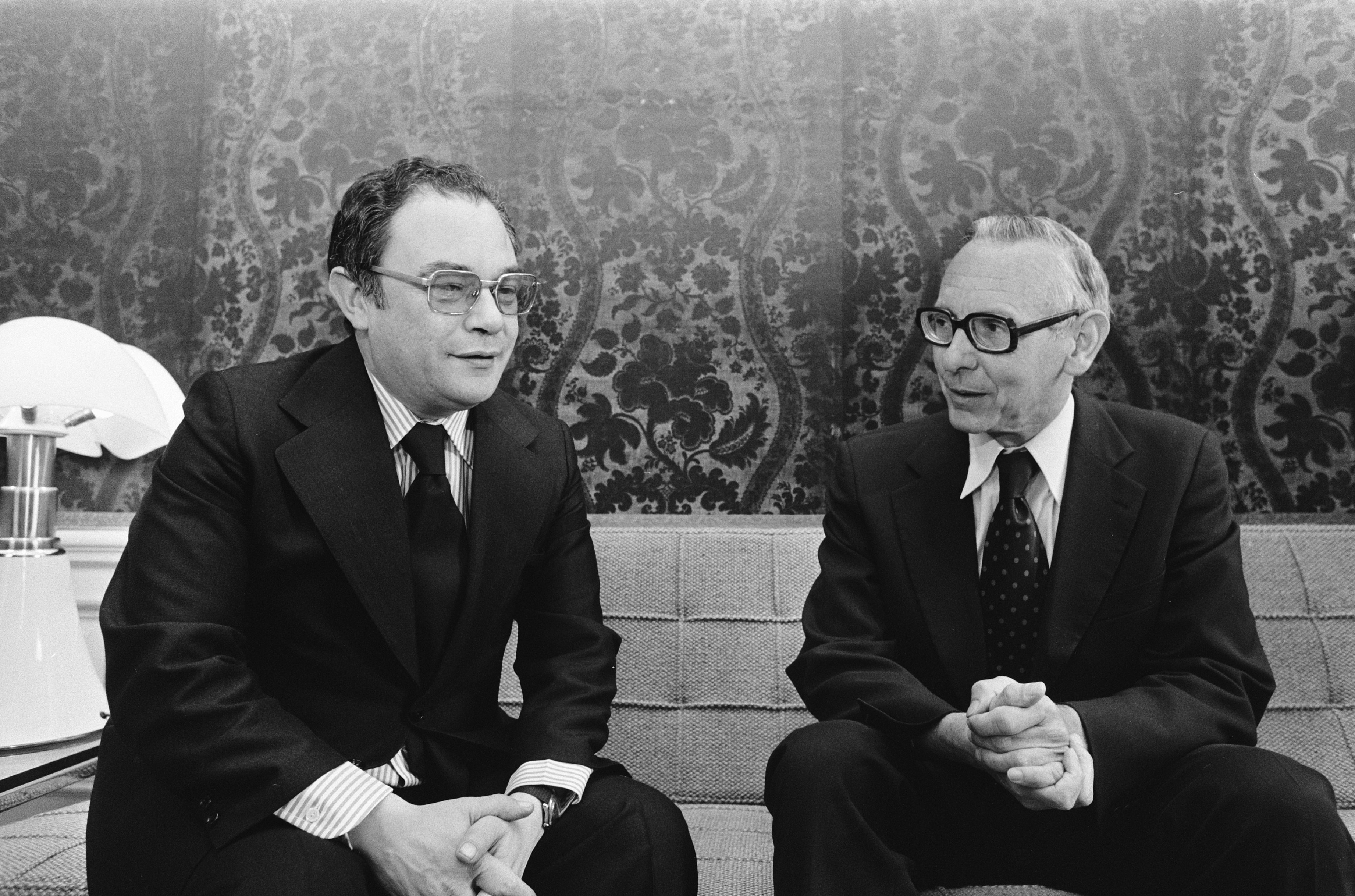
Encuentro de Melo Antunes con Max van der Stoel.

Nacido el 2 de octubre de 1933 en Lisboa, era hijo de Ernesto Augusto Antunes y de Maria José Forjaz de Melo. Izquierdista moderado, fue el coautor del programa político del movimiento militar que derrocó a la dictadura portuguesa en 1974. Tras la revolución Melo Antunes pasó a ser miembro de la comisión coordinadora del movimiento y ministro de los gobiernos provisionales.
Ministro de Negocios Extranjeros en dos ocasiones entre el 26 de marzo y el 8 de agosto de 1975 y entre el 19 de septiembre de 1975 y el 23 de julio de 1976, fue el principal negociador por parte de Portugal de la independencia de Guinea-Bissau y tras el período revolucionario pasó a ser miembro del Consejo de Estado de Portugal. También fue el autor del Documento dos Nove (Documento de los Nueve) publicado por el Movimento dos Nove (Movimiento de los Nueve) durante el período revolucionario, apoyando a las facciones moderadas y criticando las acciones de la izquierda y especialmente del Partido Comunista Portugués.
Falleció en Sintra el 10 de agosto de 1999.

## Condecoraciones
Recibió la Gran Cruz de la Orden de la Libertad por sus servicios.